# Ctenotus atlas
Ctenotus atlas (південний маллієвий гребневухий сцинк) — вид сцинкоподібних ящірок родини сцинкових (Scincidae). Ендемік Австралії.

## Поширення і екологія
Південні маллієві гребневухі сцинки поширені від центральних і південних районів Західної Австралії і півдня Південної Австралії до західних районів Нового Південного Уельсу та Вікторії. Ізольовані популяції зустрічаються в регіоні Пілбара. Південні маллієві гребневухі сцинки живуть в чагарникових заростях і лісах маллі та на купинних луках, що ростуть на червоних піщаних ґрунтах, на висоті від 40 до 440 м над рівнем моря. Живляться комахами, відкладають яйця.